# Cornberg
Cornberg è un comune tedesco di 1 355 abitanti,, situato nel land dell'Assia.